# The Enya Collection
The Enya Collection – box set wydany w 1996, zawierający zestaw trzech pierwszych albumów irlandzkiej piosenkarki i kompozytorki Enyi: Watermark, Shepherd Moons oraz The Celts. Wydawnictwo stworzono przy okazji promocji czwartego albumu artystki, The Memory of Trees. W 22 marca 2001 r., na rynku japońskim ukazała się reedycja boxa wraz ze zremasterowanymi wydaniami poszczególnych albumów.